# Walter Röhrl
Walter Röhrl (* 7. März 1947 in Regensburg) ist ein ehemaliger deutscher Rallyefahrer. „Der Lange“, wie sein auch in den Medien häufig verwendeter Spitzname aufgrund seiner Körpergröße von 1,96 Meter lautet, war zwischen 1973 und 1987 als Rallyeprofi aktiv und gewann in dieser Zeit zwei FIA-Fahrerweltmeisterschaften (1980 und 1982) sowie eine Europameisterschaft (1974). Parallel zu seiner Karriere als Rallyesportler fuhr Röhrl auch Rundstreckenrennen. Seine Laufbahn als Profirennfahrer endete 1992 bei Audi, wo er bereits seit 1988 hauptsächlich Entwicklungsaufgaben wahrgenommen hatte. Die letzte Meisterschaft, in der er startete, war die DTM. Bereits 1981 fanden Röhrl und Porsche zusammen, wobei er erfolgreich einen Rallye-924 GTS pilotierte. Seit 1993 ist Walter Röhrl Repräsentant und Versuchsfahrer bei Porsche. Für diese Marke nahm er noch bis 1994 sporadisch an Rennen teil, bis heute fährt er Wettbewerbe im historischen Automobilsport.
Walter Röhrl ist der einzige deutsche Rallye-Weltmeister. Insgesamt stehen für ihn 14 Siege bei Rallye-WM-Läufen zu Buche, hiervon einer mit Copilot Jochen Berger, alle weiteren mit Christian Geistdörfer. Wie Röhrl verschiedentlich betonte, betrachtet er seine vier Siege bei der Rallye Monte Carlo als persönlich besonders bedeutsam. Er errang diese auf vier unterschiedlichen Fabrikaten: 1980 Fiat, 1982 Opel, 1983 Lancia und 1984 Audi.

## Herkunft und Privates
Röhrl wuchs als jüngstes von drei Kindern eines Steinmetzen in Regensburg auf. Die Eltern trennten sich, als Walter Röhrl zehn Jahre alt war. Fortan lebte er bei seiner Mutter. Nach Abschluss der Schule absolvierte er eine kaufmännische Ausbildung beim Bischöflichen Ordinariat Regensburg. Mit Erwerb des Führerscheins im Alter von 18 Jahren wurde Röhrl von seinem Dienstherrn als Fahrer für den Verwaltungsbeamten Heinrich Zenglein eingeteilt. Dieser arbeitete von Regensburg aus für die sieben Diözesen Bayerns als Rechtsvertreter in Immobilienangelegenheiten. Die Medien nannten Röhrl wegen dieser Tätigkeit später gerne – allerdings fälschlicherweise – den ehemaligen „Privatchauffeur des Bischofs von Regensburg“. Die Herkunft aus einem katholisch-gläubigen Umfeld bezeichnet Röhrl heute als prägend auch in der Zeit seiner Rallye-Karriere: „[…] ich verließ mich nicht nur auf den Verstand. Ich bin sehr gläubig. Unter schlimmstem Wettbewerbsdruck betete ich viel. Manchmal habe ich heutzutage ein schlechtes Gewissen, weil ich weniger bete. Denn damals, als ich Beistand brauchte, betete ich mehr. Das ist irgendwie schäbig, denke ich mir. Ich hatte früher bei den Rallyes eine Sprachregelung: ‚Du musst mir nicht helfen, dass ich gewinne. Hilf mir nur, dass mir nichts passiert.‘ So betete ich, wenn ich auf der Startrampe stand. Einen Sieg zu verlangen, wäre mir unverschämt vorgekommen.“
Ebenfalls in dem Jahr, als Walter Röhrl den Führerschein erwarb, erlitt sein knapp elf Jahre älterer Bruder Michael einen tödlichen Verkehrsunfall mit seinem Porsche 356. In Interviews bezeichnet Röhrl den Bruder bis heute als eine prägende Persönlichkeit seiner Jugend. Er habe seine Automobilleidenschaft gefördert, während für ihn, Walter Röhrl, der Tod des Bruders und die sich daraus ergebende Gefühlslage der Mutter zu einem fortwährenden Gewissenskonflikt in den Anfangsjahren des Rallyefahrens geführt hätten.
Unmittelbar vor Beginn seiner Profikarriere als Rallyefahrer (1973) hatte Walter Röhrl die Ausbildung zum staatlich geprüften Skilehrer abgeschlossen. In seiner Jugend war er Skirennläufer, gab diese Laufbahn jedoch verletzungsbedingt auf. Durch die Mitgliedschaft im Skiclub Regensburg entstand die Bekanntschaft mit Herbert Marecek. Dieser brachte Röhrl zum Rallyesport, wurde sein erster Beifahrer und organisierte die Finanzierung der Rallye-Einsätze zwischen 1968 und 1970.
Walter Röhrl ist seit 1978 verheiratet und lebt mit seiner Frau Monika Röhrl kinderlos in Sankt Englmar im Bayerischen Wald.

## Karriere

### Anfänge (1968 bis 1972)
Röhrls Laufbahn im Rallyesport – zunächst als Privatfahrer – begann 1968 mit der Teilnahme an der Bavaria-Rallye auf einem Fiat 850 Coupé. Beifahrer war Herbert Marecek. Das Fahrzeug schied mit einem gebrochenen Lichtmaschinenbügel aus, an weiteren Rallyes nahm Röhrl im Jahr 1968 nicht teil. In den Jahren 1969 und 1970 starteten Röhrl/Marecek bei insgesamt fünf Rallyes. Als Fahrzeuge dienten hierbei ein BMW 2002 ti, ein Alfa Romeo 1750 GT Veloce sowie ein Porsche 911 S, allesamt privat eingesetzt. Die erste und in diesen beiden Jahren einzige Podestplatzierung war ein dritter Platz bei der Rudolf-Diesel-Rallye 1970, einem Lauf zur Deutschen Rallye-Meisterschaft.
In den Saisons 1971 und 1972 konnten Röhrl/Marecek den Sport semi-professionell ausüben, durch ein Engagement im Ford-Team des Hamburgers Ernie Kleint. Stammfahrer dort war Jochi Kleint, der Bruder des Team-Managers. Wie Röhrl in einem Interview berichtet, war ihm ein entsprechender Vertrag vom Ford-Motorsportchef Mike Kranefuss angeboten worden, was er, Röhrl, auf das nachhaltige Drängen seines Beifahrers und inoffiziellen Managers Marecek zurückführt. Die Fahrergage betrug 250 DM jährlich. Als Karrieresprung wertet Röhrl dies, weil erstmals weder er selbst noch Marecek für das Rallyefahren bezahlen mussten. Bei Kleint absolvierten Röhrl/Marecek auf einem Ford Capri die Deutsche Meisterschaftssaison 1971 mit der Teilnahme an elf Läufen und dem dritten Platz in der Meisterschaft. Weiterer herausragender Erfolg war in diesem Jahr der Gesamtsieg bei der Rallye Wiesbaden, die zur Deutschen Meisterschaft aber auch zur Rallye-Europameisterschaft zählte. Dieser Erfolg blieb der einzige Sieg für das Duo Röhrl/Marecek bei einer Rallye mit internationalem Prädikat. Die letzte Veranstaltung, bei der Röhrl und Marecek gemeinsam im Cockpit saßen, war die Hugenotten-Rallye im Oktober 1971.
Beim Team Kleint war der Kontakt zwischen Röhrl und seinem künftigen Copiloten Jochen Berger entstanden. Unter familiärem Druck hatte Röhrl nach der Saison 1971 trotz bestehenden Zweijahresvertrags mit Ford das Ende seiner Rallyelaufbahn verkündet. Kurze Zeit später nahm er die Entscheidung zurück, konnte aber 1972 lediglich an drei Rallyes teilnehmen. Hierbei errangen Röhrl/Berger auf ihrem Ford Capri den Sieg bei der Baltic Rallye, einem Lauf zur Deutschen Meisterschaft. Als persönlichen Durchbruch bezeichnet Röhrl seine Teilnahme an der Olympia-Rallye im August 1972. Mit Copilot Hannes Rothfuß hatte er lange gegen damals etablierte Fahrer wie Hannu Mikkola und Jean-Pierre Nicolas geführt, bevor der Capri auf einer Überführungsetappe, drei Wertungsprüfungen vor der Zielankunft, von einem Motorschaden gestoppt wurde.

### Profilaufbahn Rallye und Rundstrecke (1973 bis 1987)

#### 1973 bis 1977: Opel – Gewinn der Europameisterschaft

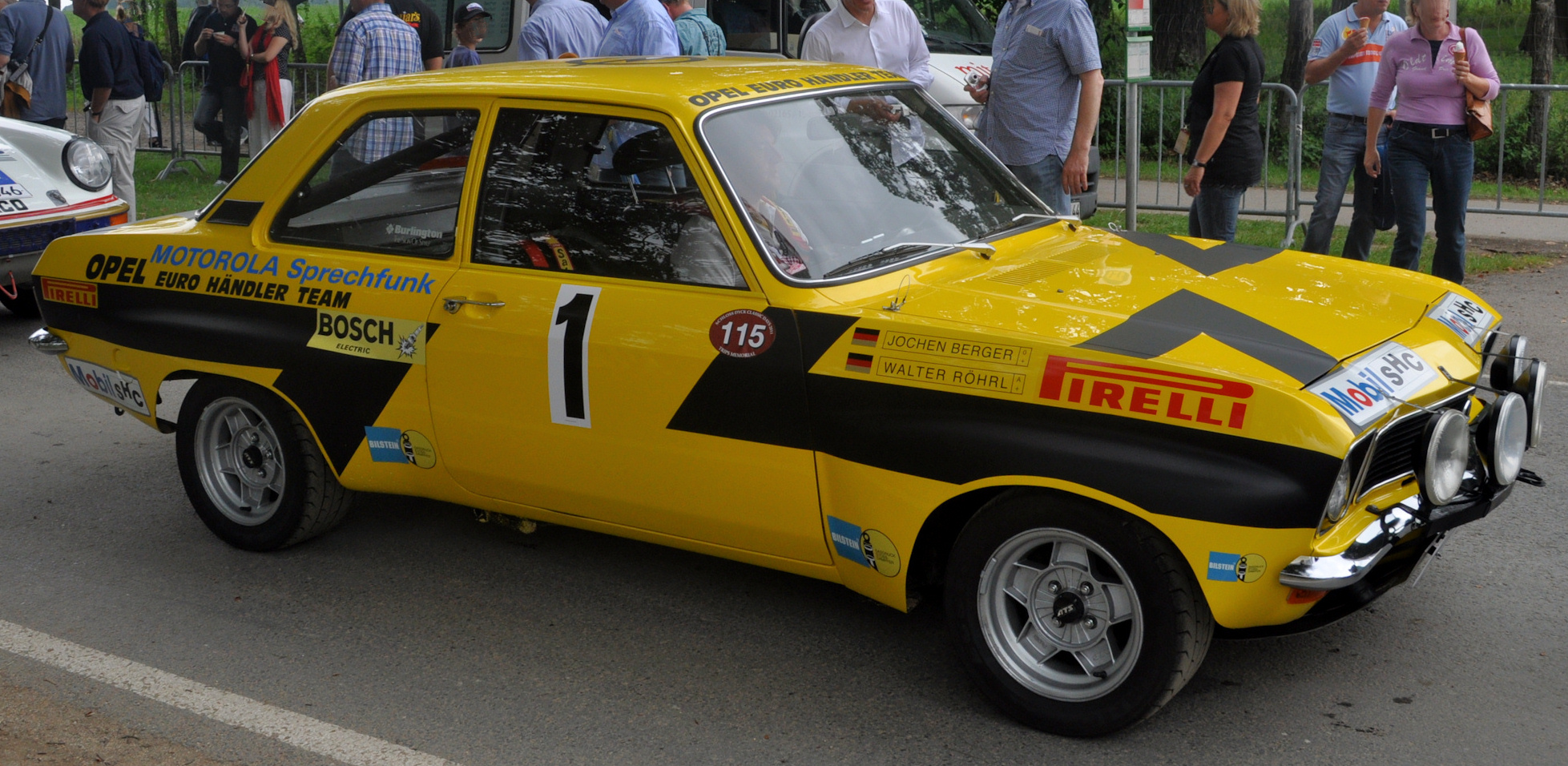
Opel Ascona A, Europameisterfahrzeug von Röhrl/Berger 1974

Ab 1973 starteten Röhrl/Berger für Opel. Für Röhrl, der bis dahin noch immer Angestellter des Bischöflichen Ordinariats Regensburg gewesen war, bedeutete dies den Beginn der Profikarriere. Er erhielt ein monatliches Gehalt von 800 DM und konnte damit erstmals seinen Lebensunterhalt als Rallyefahrer bestreiten. Betreut wurden die Opel-Fahrzeuge (Commodore Coupé und Ascona) in diesem Jahr vom Tuner Irmscher. Mit der Rallye Monte Carlo im Januar 1973 nahmen Röhrl/Berger erstmals an einem Lauf zur Rallye-Weltmeisterschaft teil, die seinerzeit ausschließlich als Markenweltmeisterschaft (ohne Fahrertitel) ausgetragen wurde. Röhrl erreichte bei seinem WM-Debüt das Ziel nicht, wurde jedoch noch als 45. gewertet. Im Vordergrund der Saison 1973 standen allerdings die Läufe zur Rallye-Europameisterschaft. Röhrl/Berger errangen vier Siege bei EM-Läufen, allesamt auf Opel Ascona. Damit belegte Röhrl im Championat Rang zwei hinter Sandro Munari auf Lancia.
1974 ließ Opel seine Rallye-Fahrzeuge nicht mehr von Irmscher einsetzen, sondern übernahm dies von Rüsselsheim aus selbst über ein Werksteam, bezeichnet als Opel Euro Händler Team. Dessen Leiter und damit Chef der Fahrer Walter Röhrl und Rauno Aaltonen war Helle Bein. Einsatzfahrzeug blieb der Ascona. Mit ihm traten Röhrl/Berger bei elf EM-Läufen an, gewannen davon sechs und sicherten sich den Europameistertitel.
Als amtierender Europameister ging Röhrl 1975 erstmals in eine Saison, die schwerpunktmäßig auf die Teilnahme an der Weltmeisterschaft ausgerichtet war. Allerdings sollten sich diese und die beiden nachfolgenden Saisons aufgrund zahlreicher technischer Defekte als eine Zeit ausgesprochener Erfolglosigkeit erweisen. Mit Beifahrer Jochen Berger trat Röhrl 1975 bei sechs WM-Läufen an und schied fünfmal aus. Bei ihrer einzigen Zielankunft, der Akropolis-Rallye 1975, errangen Röhrl/Berger den Sieg mit einem Vorsprung von 35 Minuten 42 Sekunden auf den Zweitplatzierten. Dieser Gewinn eines WM-Laufs sollte für Röhrl der einzige bleiben, den er mit Copilot Berger erreichte, der einzige mit dem Ascona A und der einzige mit einem Fahrzeug der Gruppe 2. Der Ascona wurde von Opel während der Saison 1975 durch den Kadett GT/E, gleichfalls aufgebaut nach dem Reglement der Gruppe 2, abgelöst. Ebenfalls im Jahr 1975 begann die Laufbahn von Röhrl als Rundstreckenrennfahrer: Von seinem Arbeitgeber Opel wurden er und sein Rallye-Teamkollege Aaltonen, gleichfalls Rallye-Europameister (1965), als Fahrerduo beim 24-Stunden-Rennen von Spa-Francorchamps eingesetzt. Fahrzeug war ein Opel Manta GT/E. Röhrl/Aaltonen fielen mit Motorschaden aus.
Beim WM-Auftakt 1976, der Rallye Monte Carlo, wurden Röhrl/Berger mit ihrem Kadett Vierte, hinter drei Lancia Stratos HF, dem WM-Siegerwagen der Jahre 1974 bis 1976. Röhrls Rückstand auf den Monte-Carlo-Sieger 1976 (Sandro Munari) betrug 9 Minuten und 22 Sekunden. Da Berger zu diesem Zeitpunkt bereits die Funktion des zweiten Teammanagers neben Helle Bein übernommen hatte, stand er nur noch eingeschränkt als Copilot zur Verfügung. Von den sechs WM-Läufen, an denen Röhrl in dieser Saison teilnahm, fuhr er drei mit Berger, zwei mit Claes Billstam als Beifahrer und einen mit Willi-Peter Pitz. Als äußerst problematisch erwies sich die Standfestigkeit des Opel Kadett: Bei den elf WM-Läufen, zu denen Röhrl zwischen Oktober 1975 und November 1977 mit diesem Fahrzeug antrat, erlebte er eine einzige Zielankunft bei der erwähnten Rallye Monte Carlo 1976. An der Erfolglosigkeit änderte auch der Umstand nichts, dass der Kadett ab der Rallye San Remo 1976 mit einem 16-V-Motor ausgestattet war und nun den Spezifikationen der Gruppe 4 entsprach.
Aus Marketing-Gründen wurde der seinerzeit bereits sehr populäre Röhrl von seinem Arbeitgeber Opel 1976 bei fünf Läufen in der Division II zur Deutschen Rennsport-Meisterschaft (DRM) eingesetzt. Er fuhr einen Opel Kadett GT/E, der optisch stark an das Rallye-Auto angelehnt war. Beste Ergebnisse waren ein siebter Platz beim Rennen um den DMV Rhein-Pokal in Hockenheim sowie ein achter Platz beim ADAC Flugplatzrennen in Diepholz, während drei Ausfälle wegen technischer Defekte die mangelnde Zuverlässigkeit des Kadett auch auf der Rundstrecke untermauerten.
In der Saison 1977 trat Röhrl bei fünf Rallye-WM-Läufen an und erreichte bei keinem von ihnen das Ziel. Die anhaltende Erfolglosigkeit im Werksteam von Opel versuchte Röhrl durch gelegentliche Teilnahmen an Nicht-WM-Läufen auf einem privaten Porsche 911 zu kompensieren. Wie er berichtet, wurde ihm bei einer dieser Gelegenheiten, der zur EM zählenden Rallye San Martino di Castrozza, von Fiat-Teamchef Daniele Audetto spontan angeboten, einen Fiat 131 Abarth zu fahren. Röhrl absolvierte diese Rallye mit seinem neuen Beifahrer Christian Geistdörfer. Das Duo lag bis unmittelbar vor Schluss der Rallye auf Platz drei hinter den Fiat-/Lancia-Teamgefährten Sandro Munari und Mauro Pregliasco (beide Lancia Stratos HF). In seiner Funktion als Gaststarter blieb Röhrl unmittelbar vor dem Ziel der letzten Sonderprüfung stehen, um dem bis dahin hinter ihm liegenden Maurizio Verini (Fiat 131 Abarth) weitere Meisterschaftspunkte zukommen zu lassen. Die Art und Weise, wie die Zuschauer dieses Verhalten honorierten, wertet Röhrl als einen Grundstein für seine ausgeprägte Popularität in Italien. Zum Saisonabschluss 1977 trat Röhrl vertragsgemäß noch einmal zu einem WM-Lauf mit dem Opel Kadett an (RAC-Rallye, Beifahrer Willi-Peter Pitz). Zwei weitere WM-Läufe hatte er zuvor mit Fiat absolviert. Einer von ihnen, die Rallye Critérium du Québec (Kanada) im September 1977, war der erste WM-Lauf, an dem Röhrl zusammen mit seinem später langjährigen Beifahrer Christian Geistdörfer teilnahm. In Führung liegend fielen Röhrl/Geistdörfer mit Motorschaden aus.
Die Rundstreckenaktivitäten von Röhrl beschränkten sich 1977 auf die Teilnahme am DRM-Rennen auf dem Norisring. Röhrl pilotierte in der Division II einen BMW 2002 Turbo des Schnitzer-Teams, mit dem er von der dritten Startposition aus ins Rennen gegangen war. Nach 20 von 70 Runden fiel er aus.

#### 1978 bis 1980: Fiat – erster WM-Titel

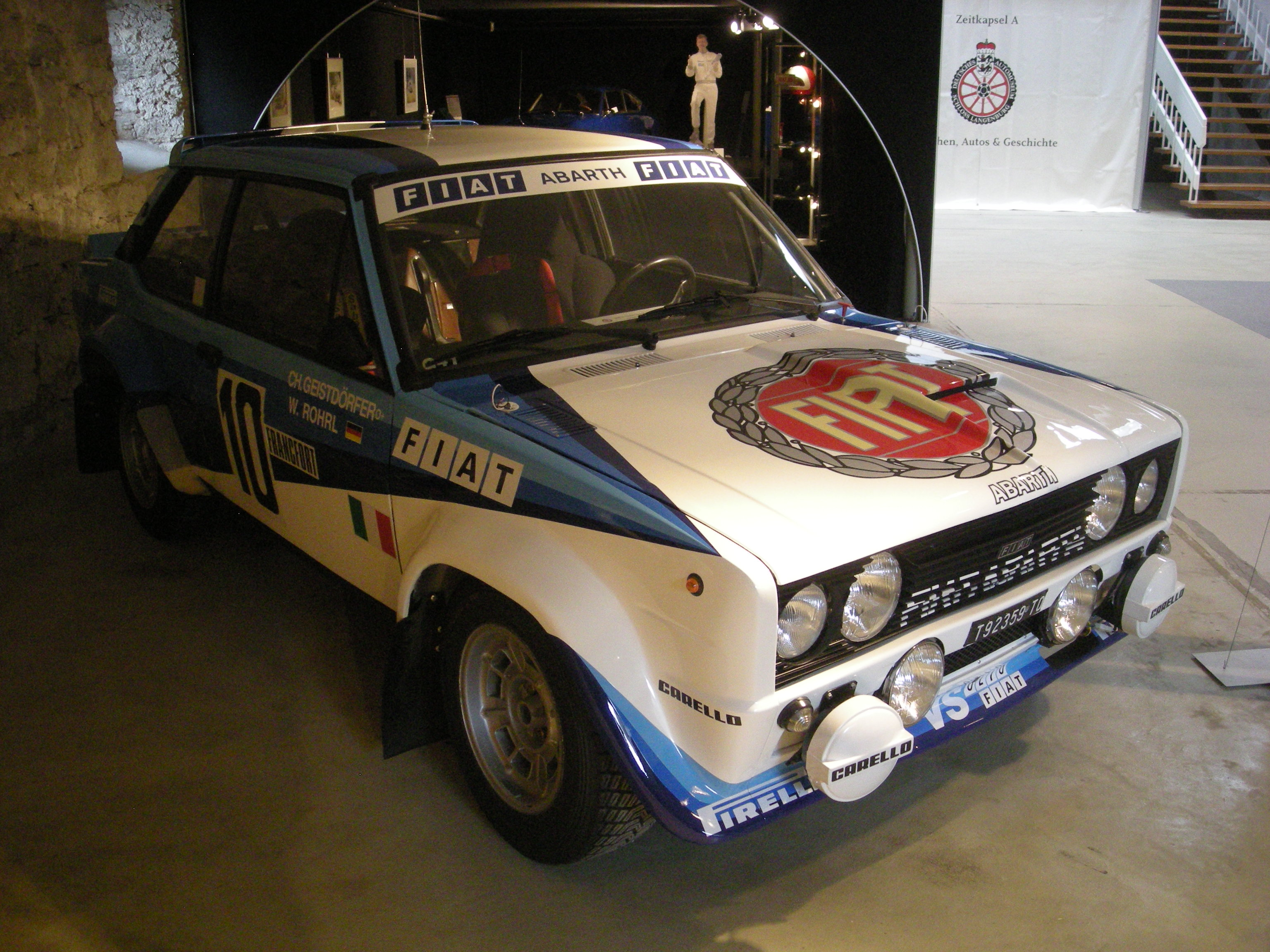
Fiat 131 Abarth, Weltmeisterfahrzeug von Röhrl/Geistdörfer 1980

1978 und 1979 traten Röhrl/Geistdörfer jeweils mit dem Fiat 131 Abarth in der Rallye-Weltmeisterschaft an. Ihren ersten gemeinsamen Sieg bei einem WM-Lauf feierten sie bei der Akropolis-Rallye 1978. Röhrl führte Fiat bei dieser Rallye zu einem Doppelerfolg vor seinem Teamkollegen und langjährigen Rivalen Markku Alén. Dasselbe Duell setzte sich fort bei der Rallye Critérium du Québec, die ebenfalls Röhrl vor Alén für sich entschied. Ebenfalls in die Saison 1978 fällt der bekannte Unfall, den Röhrl bei der Rallye San Remo verursachte. In Führung liegend kam er von der Fahrbahn ab, stürzte einen Abhang hinunter, landete zuerst auf dem Dach eines Bauernhauses und schließlich auf dem davor liegenden Hof. Röhrl und Geistdörfer blieben unverletzt. Auf einem Lancia Stratos bestritten Röhrl/Geistdörfer im Jahr 1978 die Deutsche Rallye-Meisterschaft. Sie errangen dabei vier Siege.
Als bestes Einzelergebnis in der WM-Saison 1979 erreichten Röhrl/Geistdörfer lediglich einen zweiten Platz bei der Rallye San Remo. In der erstmals ausgetragenen Fahrerweltmeisterschaft belegte Röhrl damit Rang 9. Bemerkenswert in diesem Jahr war das Erreichen des Ziels bei der Rallye Safari auf einem 8. Platz trotz schwer beschädigten Fahrzeugs. Nach Kollision mit einem Kleinbus wurde Röhrls Fahrertür von den Fiat-Mechanikern zugeschweißt. Nach dem Zusammenstoß mit einem Marabu fuhren Röhrl/Geistdörfer die Rallye ohne Windschutzscheibe zu Ende.
1980 traten Röhrl/Geistdörfer auf Fiat 131 Abarth bei sieben Läufen zur Rallye-WM an. Davon gewannen sie vier und belegten bei zwei weiteren den zweiten Platz. Damit wurde Röhrl Fahrerweltmeister mit 118 Punkten vor Hannu Mikkola mit lediglich 64 Punkten. Als herausragenden persönlichen Triumph dieses Jahres wertet Röhrl seinen ersten Sieg bei der Rallye Monte Carlo, den er mit einem Vorsprung von 10:38 Minuten auf den Zweitplatzierten Bernard Darniche (Lancia Stratos) einfuhr. Bei der Rallye Portugal dieses Jahres erreichte die Rivalität zwischen den Fiat-Teamkollegen Walter Röhrl und Markku Alén ihren Höhepunkt. Bis heute wirft Röhrl Alén vor, indirekt einen Zusammenstoß zwischen einem Fiat-Servicefahrzeug und Röhrls Fiat 131 verursacht zu haben, was ihn, Röhrl, letztlich aber motiviert habe, unter den äußerst widrigen Witterungsbedingungen der Sonderprüfung Arganil den siegentscheidenden Zeitvorsprung herauszufahren. Ergänzt wurde das WM-Programm von Röhrl/Geistdörfer im Jahr 1980 durch die Teilnahme an vier Läufen zur Deutschen Meisterschaft, ebenfalls auf Fiat 131 Abarth, die sie allesamt gewannen.
1979 und 1980 trat Röhrl zusätzlich zur Rallye-Weltmeisterschaft mit Fiat auch in der Markenweltmeisterschaft für Sportwagen an, wo er die 6 Stunden von Brands Hatch 1980 gewann. Einsatzfahrzeug war ein Lancia Beta Montecarlo Turbo, dessen Cockpit sich Röhrl während dieser beiden Jahre vor allem mit Riccardo Patrese, daneben auch mit Michele Alboreto, Eddie Cheever, Giorgio Pianta und Hans Heyer teilte.

#### 1981: Übergangssaison bei Porsche
Für 1981 und vier weitere Saisons hatten Röhrl/Geistdörfer einen Fünfjahresvertrag bei Mercedes-Benz unterschrieben. Als Teamkollegen waren Ari Vatanen/David Richards vorgesehen. Das Einsatzfahrzeug für die Jahre 1981 und 1982 sollte ein Mercedes-Benz 500 SL (Roadster mit Hardtop) sein. Für die Zeit ab 1983 hatte Mercedes-Teamchef Erich Waxenberger Röhrl den Einsatz eines speziell auf die Anforderungen der Gruppe B hin entwickelten Wagens mit Mittelmotor und Turbolader, vergleichbar etwa mit dem Peugeot 205 Turbo 16, in Aussicht gestellt. Wie Waxenberger und Röhrl sich übereinstimmend erinnern, stoppte der Vorstand der Daimler-Benz AG das Rallyeprojekt wenige Wochen vor der Rallye Monte Carlo 1981, als berechtigte Zweifel aufkamen, die Debüt-Rallye mit dem 500 SL zu gewinnen. Nach Verhandlungen erhielt Röhrl eine Abfindung von 900.000 DM und wurde aus seinem Fünfjahresvertrag entlassen.
Nach mehreren Monaten Wartezeit erhielten Röhrl/Geistdörfer übergangsweise ein Engagement bei Porsche. Ab Mai 1981 nahmen sie mit einem Porsche 924 Carrera GTS an sechs Läufen zur Deutschen Rallye-Meisterschaft teil, von denen sie vier gewannen. Daneben absolvierte Röhrl auf einem Porsche 911 SC einen einzigen WM-Lauf, die Rallye San Remo. Für Röhrl endete sie, auf Platz 2 liegend, mit einem Achswellenschaden.
Zusammen mit Harald Grohs und Dieter Schornstein startete Röhrl auf einem Porsche 935 bei zwei Läufen zur Sportwagen-Weltmeisterschaft 1981. Das Trio siegte bei den 6 Stunden von Silverstone. Ebenfalls in das Jahr 1981 fällt Röhrls erster Start bei den 24 Stunden von Le Mans. Gemeinsam mit Jürgen Barth pilotierte Röhrl einen Porsche 924 Carrera GTP, der über den für den Porsche 944 konzipierten Turbomotor verfügte. Röhrl/Barth wurden Siebte im Gesamtklassement.

#### 1982: Opel – zweiter WM-Titel

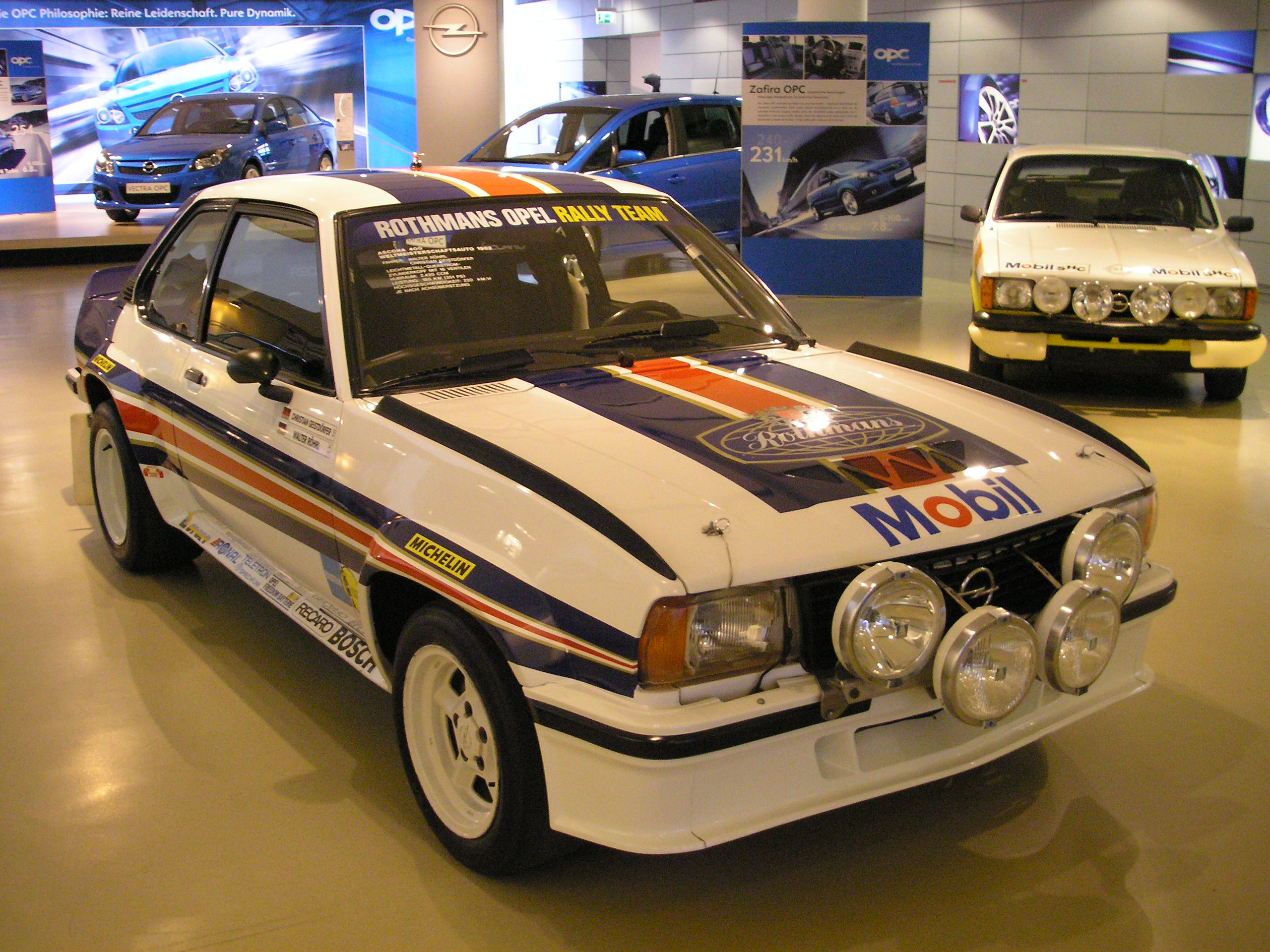
Opel Ascona 400, Weltmeisterfahrzeug von Röhrl/Geistdörfer 1982

1982 absolvierten Röhrl/Geistdörfer wieder eine komplette WM-Saison, jetzt erneut bei Opel. Sportchef dort war inzwischen der einstige Fahrerkonkurrent Tony Fall. Röhrl pilotierte als Stammfahrer in der Weltmeisterschaft einen Opel Ascona 400 der Baureihe B. Das zweite Fahrzeug war zunächst mit Jochi Kleint, dann mit Henri Toivonen und bei der Rallye Safari ausnahmsweise mit Testfahrer Rauno Aaltonen besetzt. Röhrl und Copilot Geistdörfer traten in diesem Jahr ausschließlich bei Rallyes mit WM-Status an. Sie nahmen an zehn Läufen teil, gewannen davon zwei und belegten sechs weitere Podestplätze. Hauptkonkurrentin war in diesem Jahr Michèle Mouton auf einem – auch von Röhrl selbst – als technisch haushoch überlegen eingeschätzten Audi quattro. Mouton errang drei Siege und damit einen mehr als Röhrl. Dennoch gewann Röhrl durch Moutons Ausfall bei der Rallye Elfenbeinküste den WM-Titel. Er wurde damit zum letzten Weltmeister, der diesen Titel auf einem zweiradgetriebenen Fahrzeug errang.
Durch den Sieg bei der Rallye Elfenbeinküste sowie einen zweiten Platz bei der Rallye Safari gewann Röhrl 1982 die Afrikanische Rallye-Meisterschaft.
Wie Tony Fall noch zwanzig Jahre später schreibt, war die gesamte Saison 1982 durch nicht zu überbrückende Spannungen zwischen Röhrl und der Opel-Teamleitung geprägt. Auslöser seien unterschiedliche Ansichten über die Mitwirkung an Promotionaktivitäten für den Hauptsponsor Rothmans gewesen, ohne die jedoch, wie Fall betont, Röhrls Fahrergage nicht zu bezahlen gewesen wäre. Der Streit eskalierte so weit, dass Röhrl nach Feststehen des Titelgewinns nicht mehr beim abschließenden WM-Lauf in Großbritannien (RAC Rallye) antrat und kurze Zeit später einen Vertrag bei Lancia unterschrieb.

#### 1983: Vizeweltmeister auf Lancia
Ab 1983 traten alle Spitzenteams mit Fahrzeugen der Gruppe B an, die im Vorjahr als Top-Kategorie oberhalb der Gruppe 4 eingeführt worden war. Röhrl/Geistdörfer fuhren einen Lancia Rally 037 der zwar auch nach dem Reglement der Gruppe B aufgebaut wurde, aber wie Röhrls Vorjahresfahrzeug von Opel keinen Allradantrieb hatte. Obwohl Röhrl amtierender Titelträger war, sollte er lediglich die Nummer zwei im Team hinter Markku Alén bilden, der mit Beifahrer Ilkka Kivimäki auf den Gewinn der Fahrerweltmeisterschaft angesetzt war. Diese Strategie des Teamchefs Cesare Fiorio ging nicht auf. Weltmeister 1983 wurde Hannu Mikkola auf Audi quattro vor Röhrl im Lancia. Alén belegte Rang drei. Lancia wurde Markenweltmeister. Bei allen sechs WM-Läufen, an denen Röhrl in diesem Jahr teilnahm, fuhr er eine Podestplatzierung heraus, hiervon dreimal den Sieg (Rallye Monte Carlo, Akropolis-Rallye, Rallye Neuseeland). Gegen Ende der Saison verzichtete Röhrl bewusst auf die Teilnahme an weiteren WM-Läufen, die ihm die Titelverteidigung hätte ermöglichen können. Als Begründung gibt Röhrl an, er habe sich nicht erneut jenem Druck aussetzen wollen, den er in seinem WM-Jahr 1982 verspürt habe. Ergänzend zur WM absolvierten Röhrl/Geistdörfer drei Läufe zur Deutschen Rallye-Meisterschaft, ebenfalls auf Lancia Rally 037, von denen sie zwei gewannen.
Entgegen den Empfehlungen von Copilot Geistdörfer sowie Röhrls Manager Domingos Piedade unterschrieb Röhrl für 1984 einen Vertrag bei Audi. Noch im Herbst 1983 fuhren Röhrl/Geistdörfer den Audi quattro erstmals unter Wettbewerbsbedingungen bei der Rallye Köln-Ahrweiler, wo er allerdings nur als Vorausfahrzeug diente. Röhrl überschlug sich und konnte die Rallye nicht beenden.

#### 1984 bis 1987: Audi

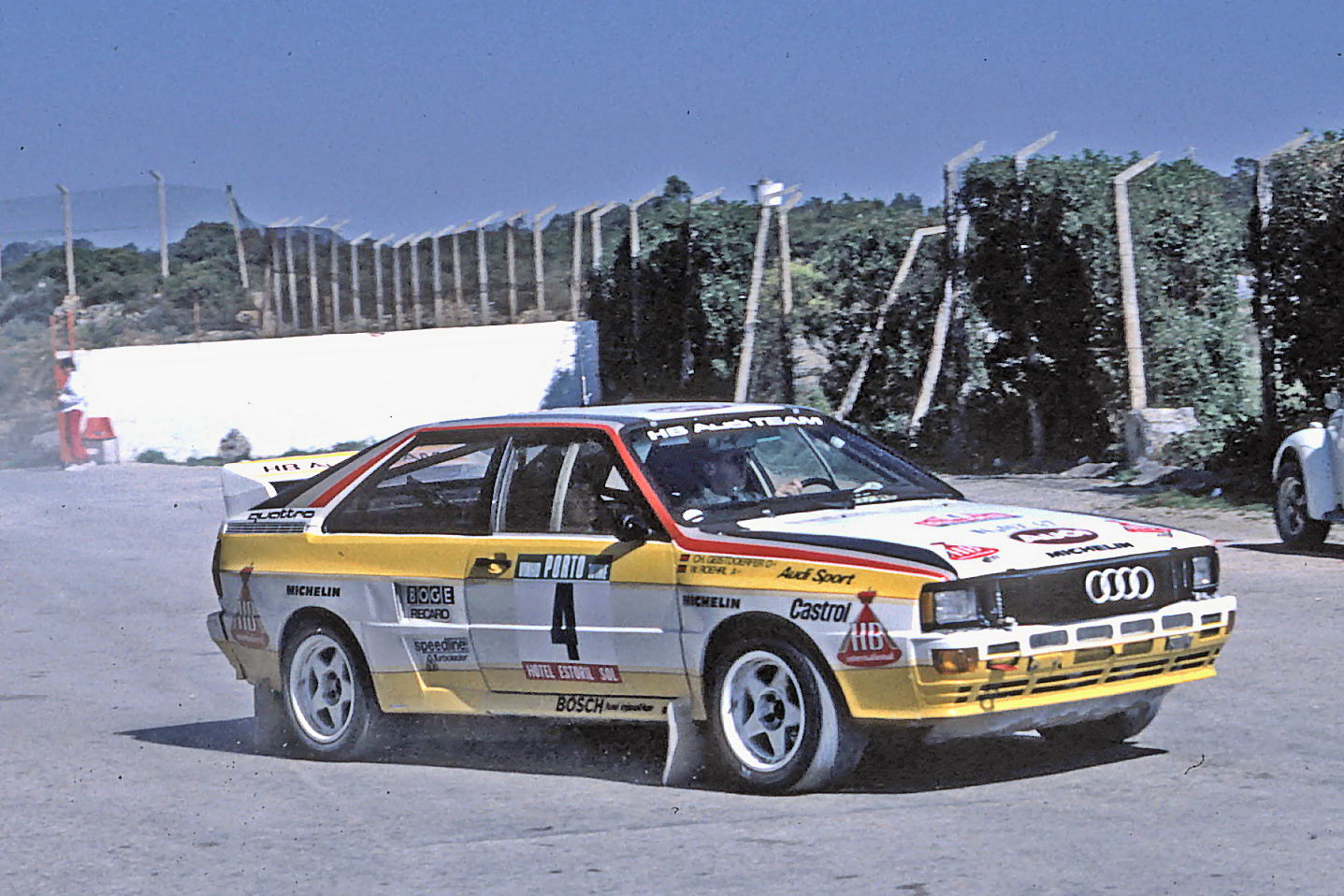
Röhrl/Geistdörfer auf Audi quattro A2 bei der Rallye Portugal 1984

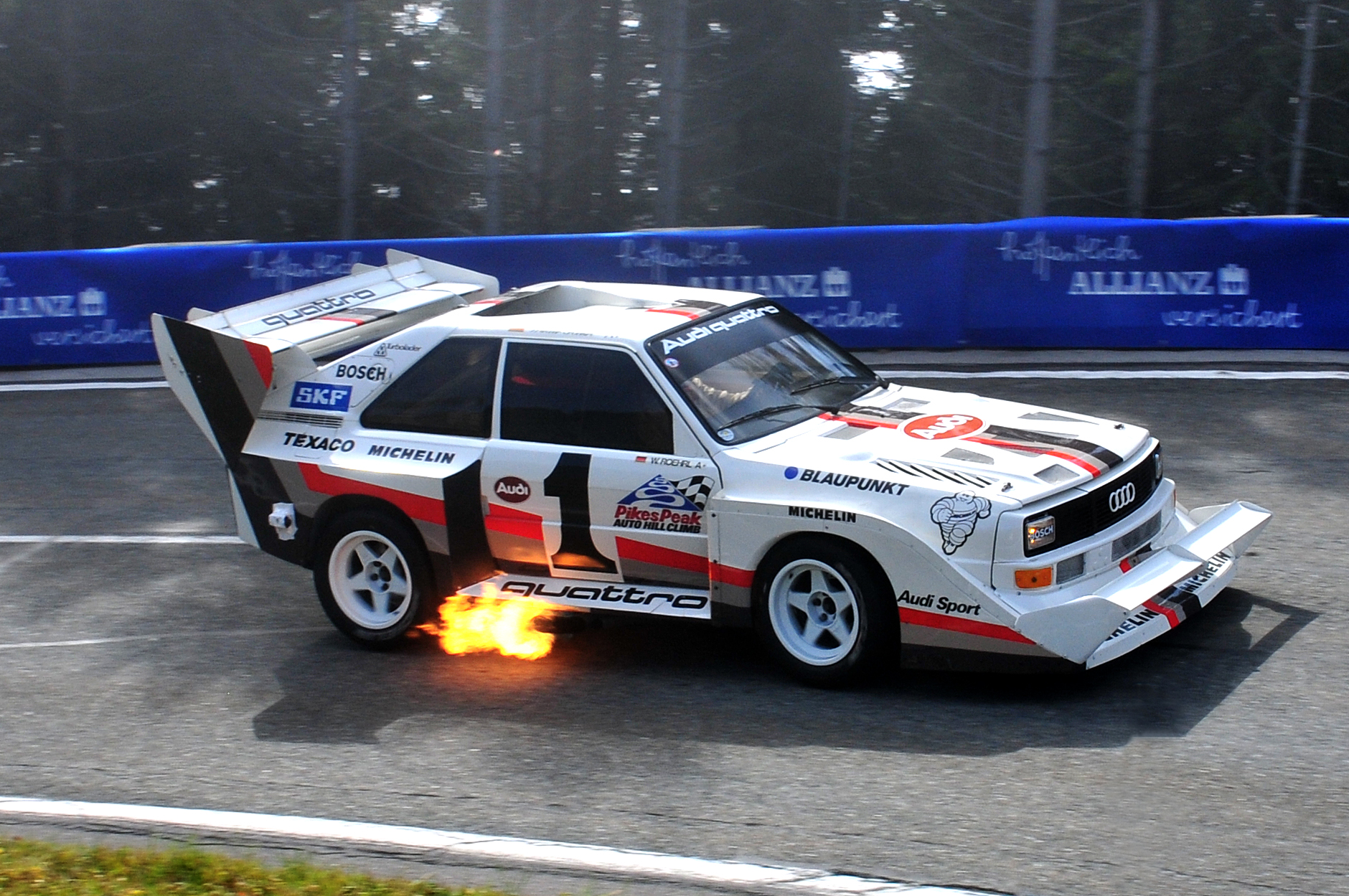
Audi S1 Pikes Peak gefahren von Walter Röhrl beim 1. Rossfeldbergrennen im Jahr 2013

Bis zum Saisonauftakt 1984 bei der Rallye Monte Carlo musste Röhrl sich in seiner Fahrtechnik anpassen, z. B. das Bremsen mit links. Trotz großer Probleme am Anfang schaffte er es, die Rallye Monte Carlo mit dem Quattro A2 zu gewinnen. Danach fuhren Röhrl/Geistdörfer das Nachfolgemodell Sport Quattro, welches jedoch 1984 sich anfangs als schadensanfällig erwies, so dass Endplatzierungen selten wurden.
Bei Audi erlebten Röhrl/Geistdörfer das Ende der Gruppe-B-Ära (1986) und fuhren in der nachfolgenden Saison noch drei WM-Läufe auf einem Audi 200 quattro, der gemäß dem nunmehr gültigen Reglement der Gruppe A vorbereitet war.
1987 stellte Röhrl beim Pikes Peak International Hill Climb einen neuen Rekord für die 19,99 Kilometer lange Bergstrecke auf den Gipfel des Pikes Peak auf. In einem rund 600 PS starken Audi Sport quattro S1 benötigte er für den damals noch mit einer durchgängig unbefestigten Fahrbahndecke versehenen Pikes Peak Highway 10 Minuten und 47,85 Sekunden. Er war damit der erste Fahrer, der auf dieser Strecke mit einer Laufzeit von unter 11 Minuten siegte.

### Nach der Zeit in der Rallye-WM (ab 1988)

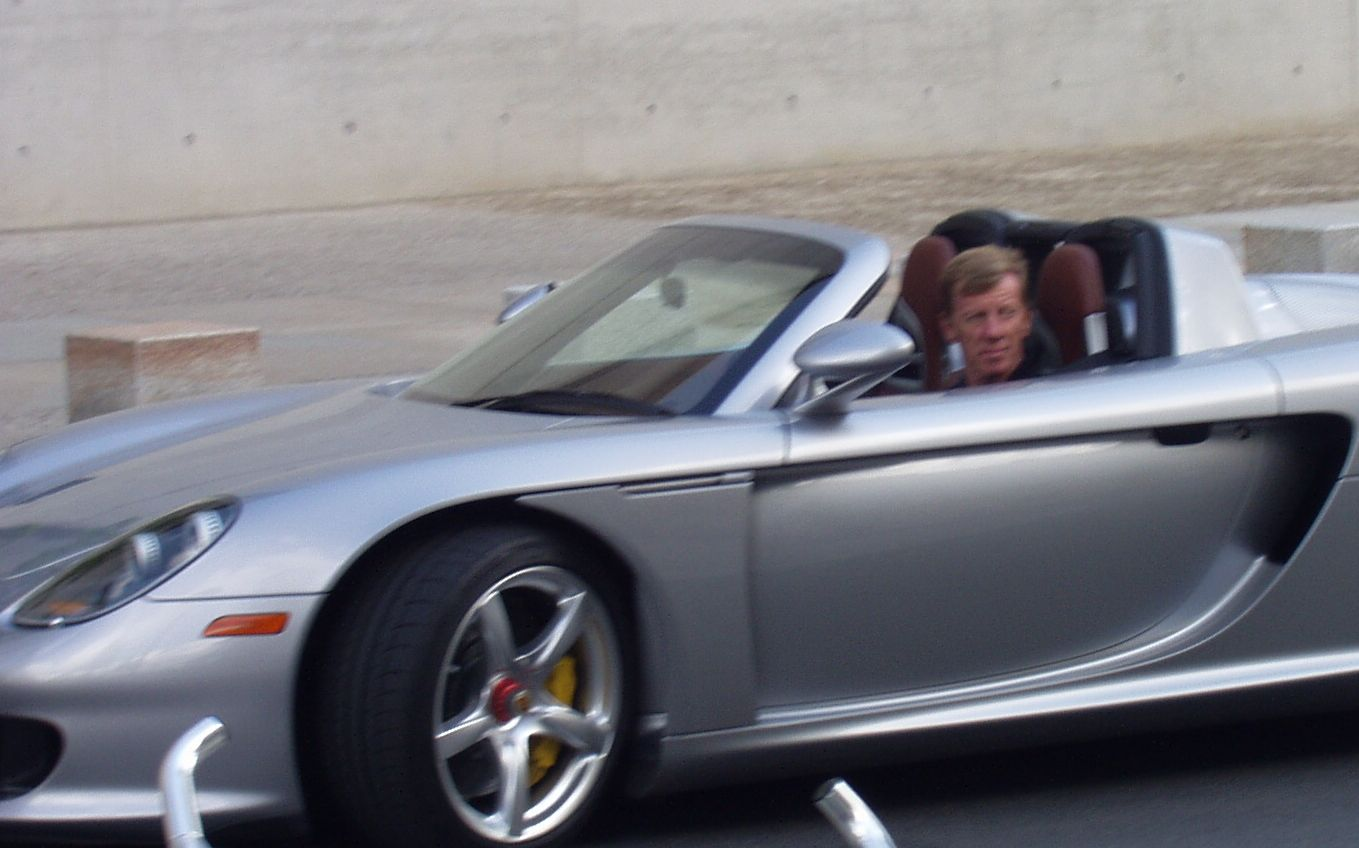
Röhrl im Porsche Carrera GT bei Werbeaufnahmen in Berlin 2003

Audi beteiligte sich ab 1988 nicht mehr werksseitig am Rallye-Sport. Röhrl war fortan bis 1992 als Testfahrer für Audi tätig und trat sporadisch bei Rundstreckenrennen der US-Serien Trans Am (zwei Siege) und IMSA-GTO (ein Sieg) sowie in der Deutschen Tourenwagen-Meisterschaft (ein Laufsieg) an.
In seiner späteren Eigenschaft als Testfahrer für Porsche war Röhrl unter anderem an der Entwicklung des Supersportwagens Carrera GT beteiligt, der von 2003 bis 2006 produziert wurde. 2001 fuhr Röhrl mit Copilot Geistdörfer einen Porsche 996 GT3 als Vorauswagen der vom 5. bis 8. Juli ausgetragenen ADAC Rallye Deutschland.

## Trivia

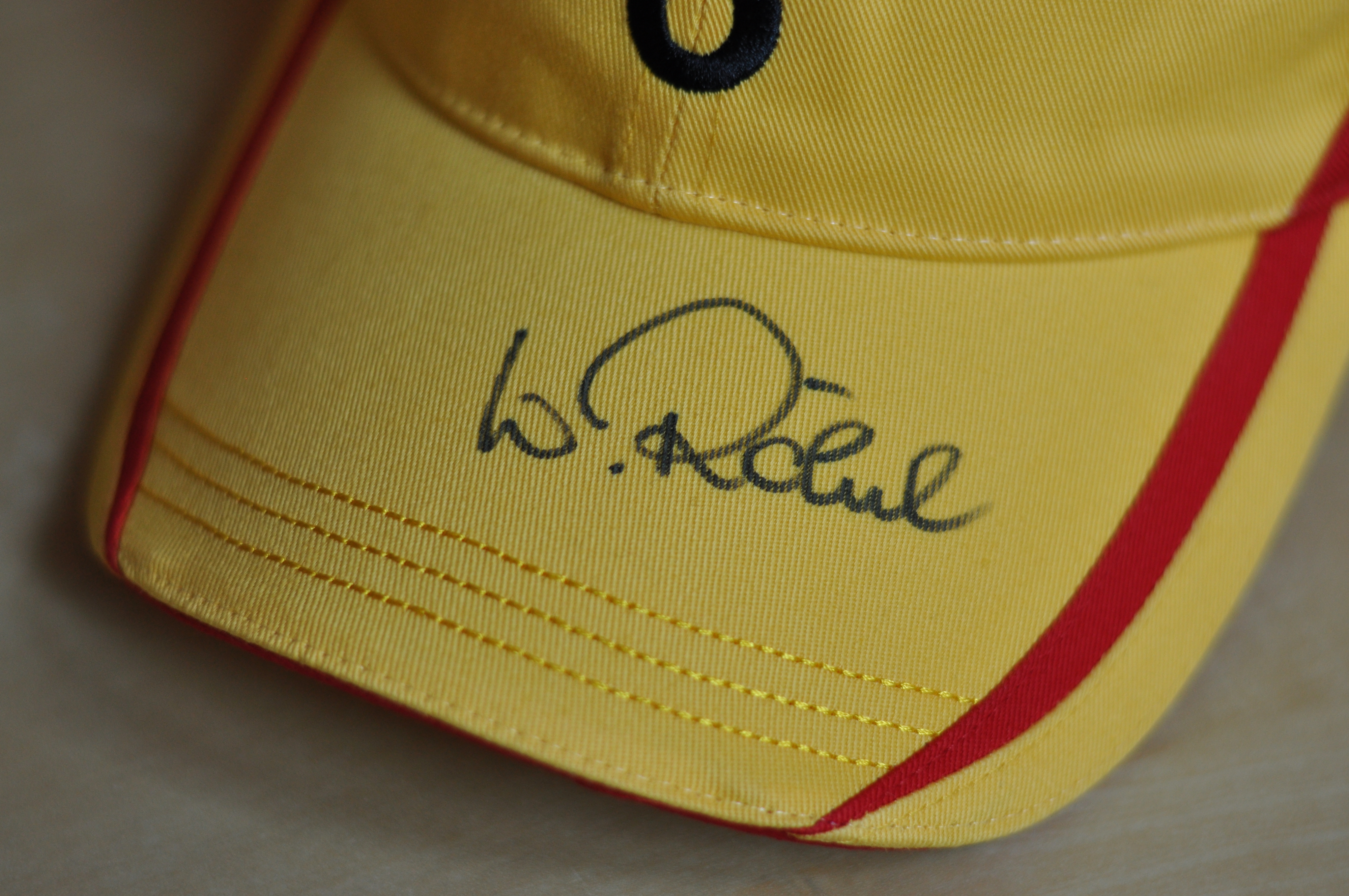
Walter Röhrls Unterschrift auf einer Schildmütze

- Walter Röhrls erstes Auto, das er sich im Alter von 21 Jahren selbst kaufte, war – wie das Fahrzeug des von ihm bewunderten Bruders – ein Porsche 356.
- Röhrls vielbeachteter Sieg bei der Rallye Portugal 1980 beruhte maßgeblich darauf, dass er die Sonderprüfung Arganil bei extrem dichtem Nebel mit einem Vorsprung von mehreren Minuten[34] auf den Zweitschnellsten Björn Waldegård für sich entscheiden konnte. Vereinzelt wurde kolportiert, Röhrl sei die Prüfung mit geschlossenen Augen aus dem Gedächtnis gefahren. In einer von ihm autorisierten Biographie revidierte Röhrl diesen Mythos und führte seinen Sieg auf gründliche Vorbereitung und einen besonders detaillierten Aufschrieb zurück: „Wir wussten seit Jahren: Arganil hat viel Nebel und tief hängende Wolken. Für den Nebel schrieben wir keine langen Geraden. Dreihundert Meter kann da kein Mensch abschätzen. Wir unterteilten die Geraden in kleine, leicht erkennbare Abschnitte mit Wegmarken wie Büschen, Bäumen. […] Ich hatte nie den Eindruck, dass ich in Arganil was Wahnsinniges getan hatte.“[21]
- Im Jahr 1980, nach Röhrls erstem WM-Titel, gab es eine Vergleichsfahrt mit Formel-1-Weltmeister Emerson Fittipaldi. Fittipaldi gewann im Formel-1-Wagen mit drei Sekunden Vorsprung, im Rallye-Auto war Röhrl 28 Sekunden schneller als Fittipaldi. Nach eigenen Angaben war für Röhrl seine Körpergröße von 1,96 Metern sein größtes Handicap im Formel-1-Auto.[35]
- Seinen Erfolg beim Pikes Peak International Hill Climb schreibt er seinem fotografischen Gedächtnis zu. Zur Vorbereitung auf das Rennen war er mit seiner Ehefrau den Kurs hierzu mehrfach abgefahren.[36]
- Niki Lauda nannte ihn „ein Genie auf Rädern“.[37]
- In der Wetten, dass..?-Sendung vom 4. November 1989 wurde Röhrl vom österreichischen Eisschnellläufer Michael Hadschieff im Rahmen einer Wette zu einem Rennen herausgefordert: Auf der Eisschnelllaufbahn von Inzell trat Hadschieff auf Schlittschuhen gegen Röhrl in einem Audi Coupé 2.3 20V quattro über eine Distanz von 1500 Meter an. Röhrl unterlag mit einem Rückstand von 0,96 Sekunden.[38]
- 1990 hatte Röhrl einen Gastauftritt in dem Film Feuer, Eis & Dynamit, in dem James-Bond-Darsteller Roger Moore die Hauptrolle spielte.
- In der Mitgliederzeitschrift des Automobilclubs ADAC, der ADAC Motorwelt, erschien regelmäßig Röhrls Kolumne mit Fahrsicherheitstipps.
- Röhrl gilt als ausgewiesener Kritiker jener Entwicklung, die der Rallye-Sport vom Ende der Gruppe-B-Ära bis heute genommen hat, und bringt seinen Standpunkt regelmäßig zum Ausdruck: „Rallye hat vieles verloren, was mal wichtig war. Es ist nicht mehr gefragt, auf das Auto aufzupassen, die Reifen zu schonen, behutsam zu schalten, eine Taktik zu finden, sich Strecken zu merken. Rallye war einmal eine Prüfung von Mensch und Material auf Schnelligkeit, Zuverlässigkeit, auch auf Cleverness. Aber solche komplizierten Sachen stören heute wohl nur die Show. Ich frage mich wirklich, wo – außer beim Vollgas-Geben – heute noch die Kunst liegen soll.“[39] „[…] 320 PS, viel bessere Bremsen und Fahrwerke. Dazu sind die Rallyes ganz andere: Es gibt nur noch kurze Wertungsprüfungen. Da müssen die Jungs ab dem ersten Meter Vollgas geben. Taktieren gibt es nicht mehr. […] Der Fan reist nicht mehr, bleibt an einer Stelle stehen und wartet darauf, dass die Autos dreimal vorbeikommen. Zu unserer Zeit waren die meisten Zuschauer pfiffiger […].“[40]
- 2015 wirkte Walter Röhrl zusammen mit Marc Lieb bei einem Kurzfilm zum neuen Porsche 911 mit.[41]
- Röhrl bezeichnet sich in der NDR-Sportclub-Doku „Walter Röhrl – Die Rallye-Legende wird 75“ selbst als ‚Bauernbua‘ (Bauernbub), im Gegensatz zu seinem ehemaligen Beifahrer Geistdörfer, den er als Lebemann beschreibt.[42]
- Röhrl lehnt ein Tempolimit auf deutschen Autobahnen ab.[43]
- Röhrl nahm am 13. März 2024 im Rahmen einer Kampagne für HVO100 an einer Veranstaltung der Lobby-Organisation Mobil in Deutschland bei Verkehrsminister Volker Wissing teil.[44]

Röhrl ist bekannt für seine humorvollen Sprüche:
- „Gute Fahrer haben die Fliegenreste auf den Seitenscheiben.“
- „Man kann ein Auto nicht wie ein menschliches Wesen behandeln. Ein Auto braucht Liebe.“
- „Beim Beschleunigen müssen die Tränen der Ergriffenheit waagerecht zum Ohr hin abfließen.“
- „Ein Auto ist erst dann schnell genug, wenn man morgens davor steht und Angst hat, es aufzuschließen.“
- „Die wahre Kunst der Fahrzeug-Beherrschung erkennt man erst im instabilen Fahrzustand.“
- „Driften ist die Kunst, einen instabilen Zustand stabil zu halten.“
- „Wenn du den Baum siehst, in den du rein fährst, hast du untersteuert, wenn du ihn nur hörst, hast du übersteuert.“
- „Wenn wir vom Autofahren sprechen, ist Autofahren Rallyefahren. Alles andere ist Kindergeburtstag.“

## Statistik

### Rallye-Weltmeisterschaft
Bis einschließlich 1978 wurde im Rallyesport keine Fahrerweltmeisterschaft ausgetragen.
| Jahr | Team                     | Fahrzeug              | 1   | 2   | 3   | 4   | 5   | 6   | 7   | 8   | 9   | 10  | 11  | 12  | 13  | Punkte | Rang |
| ---- | ------------------------ | --------------------- | --- | --- | --- | --- | --- | --- | --- | --- | --- | --- | --- | --- | --- | ------ | ---- |
| 1973 | Irmscher Tuning          | Opel Commodore GS/E   | MON | SWE | POR | KEN | MAR | GRE | POL | FIN | AUT | ITA | USA | GBR | FRA | –      | –    |
| 1973 | Irmscher Tuning          | Opel Commodore GS/E   | 45  |     |     |     |     |     |     |     |     |     |     |     |     | –      | –    |
| 1973 | Irmscher Tuning          | Opel Ascona           |     |     |     |     |     |     |     |     |     |     |     |     |     | –      | –    |
| 1973 | Irmscher Tuning          |                       |     |     |     |     |     |     |     | DNF |     |     | DNF |     |     | –      | –    |
| 1974 | Opel Euro Händler Team   | Opel Ascona           | POR | KEN | FIN | ITA | CAN | USA | GBR | FRA |     |     |     |     |     | –      | –    |
| 1974 | Opel Euro Händler Team   | Opel Ascona           | DNF |     |     |     |     |     | 5   |     |     |     |     |     |     | –      | –    |
| 1975 | Opel Euro Händler Team   | Opel Ascona           | MON | SWE | KEN | GRE | MAR | POR | FIN | ITA | FRA | GBR |     |     |     | –      | –    |
| 1975 | Opel Euro Händler Team   | Opel Ascona           | DNF |     |     | 1   | DNF | DNF |     |     |     |     |     |     |     | –      | –    |
| 1975 | Opel Euro Händler Team   | Opel Kadett GT/E      |     |     |     |     |     |     |     |     |     |     |     |     |     | –      | –    |
| 1975 | Opel Euro Händler Team   |                       |     |     |     |     |     |     | DNF |     | DNF |     |     |     |     | –      | –    |
| 1976 | Opel Euro Händler Team   | Opel Kadett GT/E      | MON | SWE | POR | KEN | GRE | MAR | FIN | ITA | FRA | GBR |     |     |     | –      | –    |
| 1976 | Opel Euro Händler Team   | Opel Kadett GT/E      | 4   |     | DNF | DNF |     |     |     | DNF | DNF | DNF |     |     |     | –      | –    |
| 1977 | Opel Euro Händler Team   | Opel Kadett GT/E      | MON | SWE | POR | KEN | NZL | GRE | FIN | CAN | ITA | FRA | GBR |     |     | –      | –    |
| 1977 | Opel Euro Händler Team   | Opel Kadett GT/E      | DNF |     |     |     |     | DNF |     |     |     |     | DNF |     |     | –      | –    |
| 1977 | Fiat S.p.A.              | Fiat 131 Abarth       |     |     |     |     |     |     |     |     |     |     |     |     |     | –      | –    |
| 1977 | Fiat S.p.A.              | Fiat 131 Abarth       |     |     |     |     |     |     |     | DNF | DNF |     |     |     |     | –      | –    |
| 1978 | Fiat Alitalia            | Fiat 131 Abarth       | MON | SWE | KEN | POR | GRE | FIN | CAN | ITA | CIV | FRA | GBR |     |     | –      | –    |
| 1978 | Fiat Alitalia            | Fiat 131 Abarth       | 4   |     | DNF |     | 1   |     | 1   | DNF |     |     | 6   |     |     | –      | –    |
| 1979 | Fiat Alitalia            | Fiat 131 Abarth       | MON | SWE | POR | KEN | GRE | NZL | FIN | ITA | CAN | FRA | GBR | CIV |     | 21     | 9    |
| 1979 | Fiat Alitalia            | Fiat 131 Abarth       | DNF |     |     | 8   |     |     |     | 2   |     |     | 8   |     |     | 21     | 9    |
| 1980 | Fiat Alitalia            | Fiat 131 Abarth       | MON | SWE | POR | KEN | GRE | ARG | FIN | NZL | ITA | FRA | GBR | CIV |     | 118    | 1    |
| 1980 | Fiat Alitalia            | Fiat 131 Abarth       | 1   |     | 1   |     | 5   | 1   |     | 2   |     | 2   |     |     |     | 118    | 1    |
| 1980 | Jolly Club               | Fiat 131 Abarth       |     |     |     |     |     |     |     |     |     |     |     |     |     | 118    | 1    |
| 1980 |                          | Fiat 131 Abarth       |     |     |     |     |     | 1   |     |     |     |     |     |     |     | 118    | 1    |
| 1981 | Eminence                 | Porsche 911 SC        | MON | SWE | POR | KEN | FRA | GRE | ARG | BRA | FIN | ITA | CIV | GBR |     | –      | –    |
| 1981 | Eminence                 | Porsche 911 SC        |     |     |     |     |     |     | DNF |     |     |     |     |     |     | –      | –    |
| 1982 | Rothmans Opel Rally Team | Opel Ascona 400       | MON | SWE | POR | KEN | FRA | GRE | NZL | BRA | FIN | ITA | CIV | GBR |     | 109    | 1    |
| 1982 | Rothmans Opel Rally Team | Opel Ascona 400       | 1   | 3   | DNF | 2   | 4   | 2   | 3   | 2   |     | 3   | 1   |     |     | 109    | 1    |
| 1983 | Martini Racing           | Lancia Rally 037      | MON | SWE | POR | KEN | FRA | GRE | NZL | ARG | FIN | ITA | CIV | GBR |     | 102    | 2    |
| 1983 | Martini Racing           | Lancia Rally 037      | 1   |     | 3   |     | 2   | 1   | 1   |     |     | 2   |     |     |     | 102    | 2    |
| 1984 | Audi Sport               | Audi quattro A2       | MON | SWE | POR | KEN | FRA | GRE | NZL | ARG | FIN | ITA | CIV | GBR |     | 26     | 11   |
| 1984 | Audi Sport               | Audi quattro A2       | 1   |     | 6   |     |     |     |     |     |     |     |     |     |     | 26     | 11   |
| 1984 | Audi Sport               | Audi Sport quattro S1 |     |     |     |     |     |     |     |     |     |     |     |     |     | 26     | 11   |
| 1984 | Audi Sport               |                       |     |     |     | DNF | DNF | DNF |     |     | DNF |     |     |     |     | 26     | 11   |
| 1985 | Audi Sport               | Audi Sport quattro S1 | MON | SWE | POR | KEN | FRA | GRE | NZL | ARG | FIN | ITA | CIV | GBR |     | 59     | 3    |
| 1985 | Audi Sport               | Audi Sport quattro S1 | 2   | DNF | 3   |     | DNF | DNF | 3   |     |     |     |     |     |     | 59     | 3    |
| 1985 | Audi Sport               | Audi Sport quattro E2 |     |     |     |     |     |     |     |     |     |     |     |     |     | 59     | 3    |
| 1985 | Audi Sport               |                       |     |     |     |     |     |     |     |     | 1   |     | DNF |     |     | 59     | 3    |
| 1986 | Audi Sport               | Audi Sport quattro E2 | MON | SWE | POR | KEN | FRA | GRE | NZL | ARG | FIN | CIV | ITA | GBR | USA | 10     | 22   |
| 1986 | Audi Sport               | Audi Sport quattro E2 | 4   |     | DNF |     |     |     |     |     |     |     |     |     |     | 10     | 22   |
| 1987 | Audi Sport               | Audi 200 quattro      | MON | SWE | POR | KEN | FRA | GRE | USA | NZL | ARG | FIN | CIV | ITA | GBR | 27     | 11   |
| 1987 | Audi Sport               | Audi 200 quattro      | 3   |     |     | 2   |     | DNF |     |     |     |     |     |     |     | 27     | 11   |

| Legende  | Legende            | Legende                                                          |
| Farbe    | Abkürzung          | Bedeutung                                                        |
| -------- | ------------------ | ---------------------------------------------------------------- |
| Gold     | –                  | Sieg                                                             |
| Silber   | –                  | 2. Platz                                                         |
| Bronze   | –                  | 3. Platz                                                         |
| Grün     | –                  | Platzierung in den Punkten                                       |
| Blau     | –                  | Klassifiziert außerhalb der Punkteränge                          |
| Violett  | DNF                | Rennen nicht beendet (did not finish)                            |
| Violett  | NC                 | nicht klassifiziert (not classified)                             |
| Rot      | DNQ                | nicht qualifiziert (did not qualify)                             |
| Rot      | DNPQ               | in Vorqualifikation gescheitert (did not pre-qualify)            |
| Schwarz  | DSQ                | disqualifiziert (disqualified)                                   |
| Weiß     | DNS                | nicht am Start (did not start)                                   |
| Weiß     | WD                 | zurückgezogen (withdrawn)                                        |
| Hellblau | PO                 | nur am Training teilgenommen (practiced only)                    |
| Hellblau | TD                 | Freitags-Testfahrer (test driver)                                |
| ohne     | DNP                | nicht am Training teilgenommen (did not practice)                |
| ohne     | INJ                | verletzt oder krank (injured)                                    |
| ohne     | EX                 | ausgeschlossen (excluded)                                        |
| ohne     | DNA                | nicht erschienen (did not arrive)                                |
| ohne     | C                  | Rennen abgesagt (cancelled)                                      |
| ohne     | keine WM-Teilnahme |                                                                  |
| sonstige | P/fett             | Pole-Position                                                    |
| sonstige | 1/2/3/4/5/6/7/8    | Punktplatzierung im Sprint-/Qualifikationsrennen                 |
| sonstige | SR/kursiv          | Schnellste Rennrunde                                             |
| sonstige | *                  | nicht im Ziel, aufgrund der zurückgelegten Distanz aber gewertet |
| sonstige | ()                 | Streichresultate                                                 |
| sonstige | unterstrichen      | Führender in der Gesamtwertung                                   |

### Le-Mans-Ergebnisse
| Jahr | Team                       | Fahrzeug                | Teamkollege        | Teamkollege    | Platzierung            | Ausfallgrund |
| ---- | -------------------------- | ----------------------- | ------------------ | -------------- | ---------------------- | ------------ |
| 1981 | Porsche System Engineering | Porsche 924 Carrera GTP | Jürgen Barth       |                | Rang 7 und Klassensieg |              |
| 1993 | Le Mans Porsche Team       | Porsche 911S LM GT      | Hans-Joachim Stuck | Hurley Haywood | Ausfall                | Motorschaden |

### Sebring-Ergebnisse
| Jahr | Team           | Fahrzeug                     | Teamkollege    | Teamkollege        | Platzierung            | Ausfallgrund |
| ---- | -------------- | ---------------------------- | -------------- | ------------------ | ---------------------- | ------------ |
| 1993 | Brumos Porsche | Porsche 911 Turbo S LM       | Hurley Haywood | Hans-Joachim Stuck | Rang 7 und Klassensieg |              |
| 1994 | Brumos Porsche | Porsche 911 Turbo GT America | Hurley Haywood | Hans-Joachim Stuck | Rang 11                |              |

### Einzelergebnisse in der Sportwagen-Weltmeisterschaft
| Saison | Team                 | Rennwagen               | 1   | 2   | 3   | 4   | 5   | 6   | 7   | 8   | 9   | 10  | 11  | 12  | 13  | 14  | 15  | 16  | 17  |
| ------ | -------------------- | ----------------------- | --- | --- | --- | --- | --- | --- | --- | --- | --- | --- | --- | --- | --- | --- | --- | --- | --- |
| 1979   | Lancia               | Lancia Beta Montecarlo  | DAY | SEB | MUG | TAL | DIJ | RIV | SIL | NÜR | LEM | PER | DAY | WAT | SPA | BRH | ROA | VAL | ELS |
| 1979   | Lancia               | Lancia Beta Montecarlo  |     |     |     |     |     |     | DNF | 18  |     |     |     |     |     | 5   |     |     |     |
| 1980   | Lancia               | Lancia Beta Montecarlo  | DAY | BRH | SEB | MUG | MON | RIV | SIL | NÜR | LEM | DAY | WAT | SPA | MOS | ROA | VAL | DIJ |     |
| 1980   | Lancia               | Lancia Beta Montecarlo  |     | 1   |     | 2   | 3   |     | DNF |     |     |     |     |     | 4   |     |     |     |     |
| 1981   | Joest Racing Porsche | Porsche 935 Porsche 944 | DAY | SEB | MUG | MON | RIV | SIL | NÜR | LEM | PER | DAY | WAT | SPA | MOS | ROA | BRH |     |     |
| 1981   | Joest Racing Porsche | Porsche 935 Porsche 944 |     |     |     |     |     | 1   | 7   | 7   |     |     |     |     |     |     |     |     |     |

### Deutsche Tourenwagen-Meisterschaft
| Saison | Team                       | Fahrzeug            | 1    | 2    | 3    | 4    | 5    | 6    | 7    | 8    | 9    | 10   | 11   | 12   | 13   | 14   | 15     | 16     | 17     | 18       | 19     | 20     | 21     | 22     | Punkte | Rang |
| ------ | -------------------------- | ------------------- | ---- | ---- | ---- | ---- | ---- | ---- | ---- | ---- | ---- | ---- | ---- | ---- | ---- | ---- | ------ | ------ | ------ | -------- | ------ | ------ | ------ | ------ | ------ | ---- |
| 1990   | Schmidt Motorsport Technik | Audi V8 quattro DTM | ZOL1 | ZOL2 | HO11 | HO12 | NG11 | NG12 | AVU1 | AVU2 | MAI1 | MAI2 | WUN1 | WUN2 | NNO1 | NNO2 | NOR1 2 | NOR2 5 | DIE1 9 | DIE2 DNF | NG21 8 | NG22 1 | HO21 3 | HO22 3 | 72     | 11   |
| 1991   | Schmidt Motorsport Technik | Audi V8 quattro DTM | ZOL1 | ZOL2 | HO11 | HO12 | NG11 | NG12 | AVU1 | AVU2 | WUN1 | WUN2 | NOR1 | NOR2 | DIE1 | DIE2 | NG21   | NG22   | SIN1   | SIN2     | HO21 3 | HO22 4 |        |        | 22     | 17   |

| Legende  | Legende            | Legende                                                          |
| Farbe    | Abkürzung          | Bedeutung                                                        |
| -------- | ------------------ | ---------------------------------------------------------------- |
| Gold     | –                  | Sieg                                                             |
| Silber   | –                  | 2. Platz                                                         |
| Bronze   | –                  | 3. Platz                                                         |
| Grün     | –                  | Platzierung in den Punkten                                       |
| Blau     | –                  | Klassifiziert außerhalb der Punkteränge                          |
| Violett  | DNF                | Rennen nicht beendet (did not finish)                            |
| Violett  | NC                 | nicht klassifiziert (not classified)                             |
| Rot      | DNQ                | nicht qualifiziert (did not qualify)                             |
| Rot      | DNPQ               | in Vorqualifikation gescheitert (did not pre-qualify)            |
| Schwarz  | DSQ                | disqualifiziert (disqualified)                                   |
| Weiß     | DNS                | nicht am Start (did not start)                                   |
| Weiß     | WD                 | zurückgezogen (withdrawn)                                        |
| Hellblau | PO                 | nur am Training teilgenommen (practiced only)                    |
| Hellblau | TD                 | Freitags-Testfahrer (test driver)                                |
| ohne     | DNP                | nicht am Training teilgenommen (did not practice)                |
| ohne     | INJ                | verletzt oder krank (injured)                                    |
| ohne     | EX                 | ausgeschlossen (excluded)                                        |
| ohne     | DNA                | nicht erschienen (did not arrive)                                |
| ohne     | C                  | Rennen abgesagt (cancelled)                                      |
| ohne     | keine WM-Teilnahme |                                                                  |
| sonstige | P/fett             | Pole-Position                                                    |
| sonstige | 1/2/3/4/5/6/7/8    | Punktplatzierung im Sprint-/Qualifikationsrennen                 |
| sonstige | SR/kursiv          | Schnellste Rennrunde                                             |
| sonstige | *                  | nicht im Ziel, aufgrund der zurückgelegten Distanz aber gewertet |
| sonstige | ()                 | Streichresultate                                                 |
| sonstige | unterstrichen      | Führender in der Gesamtwertung                                   |

### Podestplatzierungen bei weiteren Rundstreckenrennen
- 12. Juni 1988 – Sieger beim TransAm-Rennen in Niagara Falls auf Audi 200 quattro
- 23. Oktober 1988 – Sieger beim TransAm-Rennen in Saint Petersburg auf Audi 200 quattro
- 24. September 1989 – Sieger beim Rennen der IMSA-GTO in Watkins Glen auf Audi 90 quattro, zusammen mit Hans-Joachim Stuck
- 20./21. Juni 1992 – 3. Platz beim 24-Stunden-Rennen auf dem Nürburgring auf Porsche 911, zusammen mit Hans-Joachim Stuck und Olaf Manthey

## Auszeichnungen

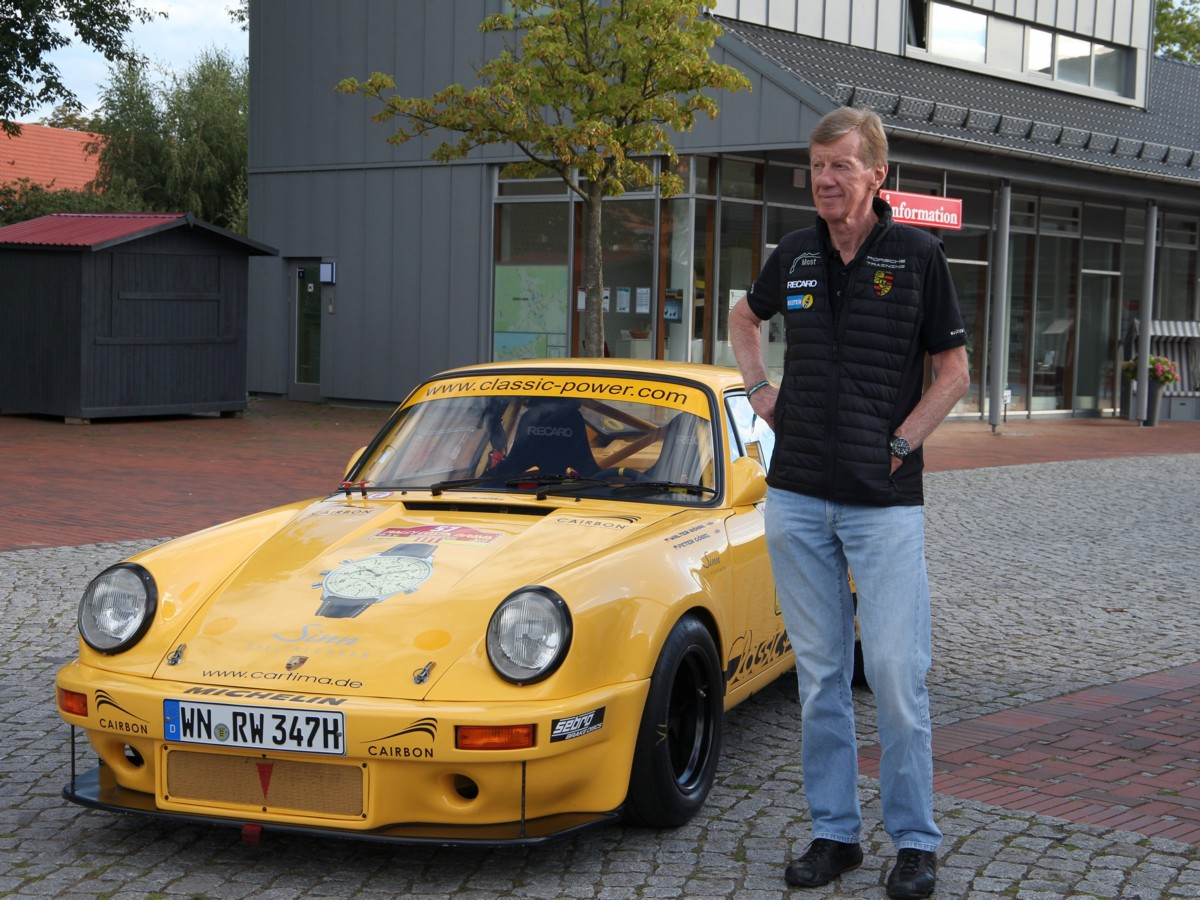
Walter Röhrl bei der 1. Röhrl Klassik mit 111 Porsche-Modellen rund um den Müritz-Nationalpark (2022)

- Großer ONS-Pokal: 1974 zusammen mit Jochen Berger, 1980 und 1982 jeweils zusammen mit Christian Geistdörfer
- Im Jahr 1980 wurde Walter Röhrl, gemeinsam mit Copilot Christian Geistdörfer, zum ADAC Motorsportler des Jahres gewählt. Der Preis wurde in diesem Jahr erstmals verliehen.[45]
- In Frankreich wurde Walter Röhrl im November 2000 von seinen Kollegen zum „Rallye-Fahrer des Millenniums“ gewählt.[46]
- In Italien wählte eine Jury aus 100 Motorsport-Experten aus der ganzen Welt Walter Röhrl zum „besten Rallye-Fahrer aller Zeiten“.[47]
- 2011 wurde Röhrl als fünftes Mitglied und zweiter Nichtskandinavier in die Rally Hall of Fame des finnischen Motorsportverbands AKK-Motorsport aufgenommen.[48]
- Bayerischer Sportpreis für das Lebenswerk 2011
- Aufnahme in die Hall of Fame des deutschen Sports[49]
- Aufnahme in die FIA Hall of Fame[50]

## DVD-Editionen
- Walter Röhrl – Alte Schule – so fahre ich am Limit, Gelee-Deluxe-Films, Bad Segeberg 2017
- Röhrls Katze: Eine Zeitreise durch die Rallyekarriere des zweifachen Weltmeisters, Helmut Deimel Highspeed Films, Perchtoldsdorf 2011.
- Walter Röhrl: Drei Jahrzehnte Motorsport, TWM-Agentur, Bochum 2006.
- quattro Highlights 2: 1983 Marathonsprint/1984 Das große Doppel, Audi Tradition, Ingolstadt 2005.
- quattro Highlights 3: 1985 quattro – Die neue Dimension/1987 Safari Rallye, Audi Tradition, Ingolstadt 2005.
- quattro Highlights 4: 1988 Victory circles/Trans Am Serie/1989 quattro – Racing in the USA/IMSA GTO, Audi Tradition, Ingolstadt 2005.
- quattro Highlights 5: 1990 DTM/1991 DTM, Audi Tradition, Ingolstadt 2005.
- Pikes Peak Race to the clouds, Audi Tradition, Ingolstadt o. J.
- Walter Röhrl im Porsche 911 – Int. ADAC Rallye Köln-Ahrweiler 2004, Gelee-Deluxe-Films, Bad Segeberg 2004.
- Walter Röhrl auf dem Nürburgring: AvD-Oldtimer-Grand-Prix im Porsche 911 S, Gelee-Deluxe-Films, Bad Segeberg 2012.